# George Hainl
François Hainl dit George ou Georges Hainl (Issoire, 16 novembre 1807 - Paris, 2 juin 1873) est un chef d'orchestre, violoncelliste et compositeur français.

## Biographie

### Enfance et formation
Son père, George Hainl, prisonnier de guerre transféré à Issoire, est resté y habiter et épouse Marie Dumas le 14 février 1803. De cette union naissent 4 enfants : Jean-Georges en 1803, Joseph en 1805, François en 1807 et Marie en 1810.
Hainl reçoit ses premières leçons de son père, George Hainl, cordonnier, et violoniste de village. En 1824 il suit sa famille à Saint-Étienne où il entre au lycée. En 1826, il est engagé comme violoncelliste dans l'orchestre du Théâtre des Célestins et en 1828 premier violoncelle à l'Ambigu Comique de Paris. Souhaitant compléter ses études, il entre au Conservatoire de Paris, en 1829, dans la classe de Louis Norblin, et prend des leçons auprès d’Olive-Charlier Vaslin. Il remporte un premier prix de violoncelle en 1830.

### Tournées et animation de la vie musicale lyonnaise
Il entreprend des tournées en France, en Belgique et aux Pays-Bas avec le pianiste Théodore Doehler. Il joue dans de nombreux orchestres, celui de Clermont-Ferrand en 1832, celui du Théâtre Italien, ceux de Bordeaux et de Lyon (1839), de Lille et de Bruxelles (1840). De 1841 à 1863, il est chef de l’Orchestre du Grand-Théâtre de Lyon, à la suite de son frère Joseph qui avait occupé ce poste de 1835 à 1839.  Il devient membre de l’Académie des sciences, belles-lettres et arts de Lyon, en 1849.

### Vie parisienne

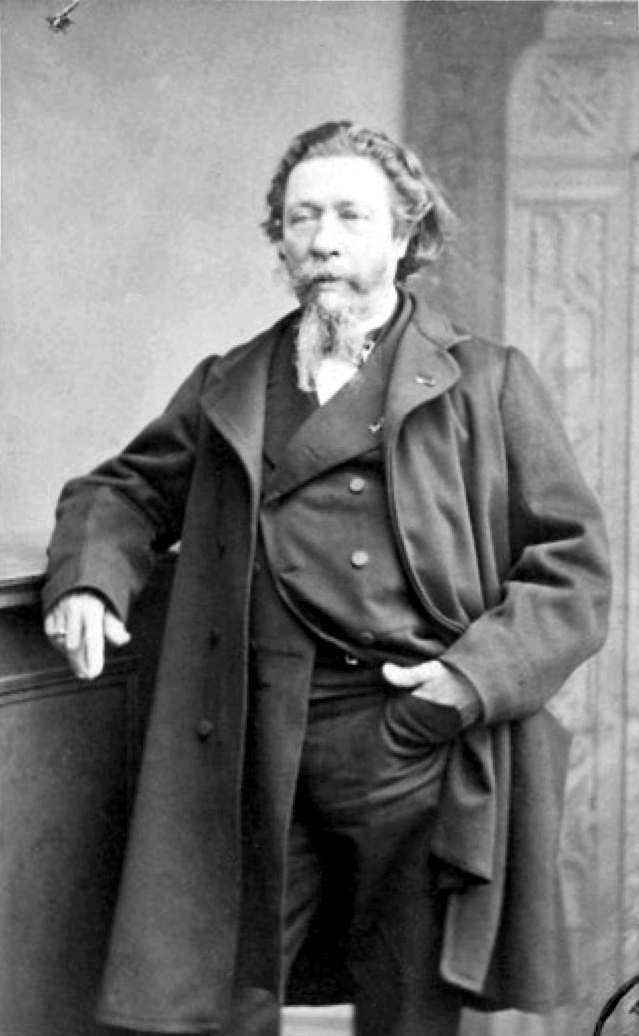
Photographie par Charles Reutlinger (prise après 1850).

Le 23 septembre 1863, il remplace Louis Dietsch « admis à faire valoir ses droits à la retraite », comme chef d’orchestre de l’Opéra, poste qu’il gardera jusqu’à sa mort. Pendant les dix années qu’il a passées à l’Opéra, il a monté Le docteur Magnus, Roland à Roncevaux d’Auguste Mermet, l'Africaine, Don Carlos, La fiancée de Corinthe, Hamlet, Érostrate d’Ernest Reyer, La coupe du roi de Thulé d’Eugène Diaz et l’adaptation de Faust à l'Opéra, et les ballets la Maschera de Paolo Giorza (it), Néméa de Léon Minkus, le Roi d’Yvetot de Théodore Labarre, la Source de Léo Delibes et Minkus, Coppélia de Léo Delibes et Gretna-Green.
Le 21 décembre 1863, il est nommé chef d’orchestre de l’Orchestre de la Société des Concerts du Conservatoire où il reste jusqu'au 12 mai 1872. François-George Hainl y donne 116 concerts, le premier le 10 janvier 1864. Lors des concerts du Conservatoire, à côté du répertoire de l’époque, il a introduit de la musique comme le Salve regina de Roland de Lassus, des extraits de Armide de Lully, les Psaumes 42 et 98 de Felix Mendelssohn, des concertos pour piano de Beethoven, Anton Rubinstein et Saint-Saëns (avec le compositeur en soliste dans le second), la Symphonie « le Printemps » et l'ouverture Manfred de Robert Schumann, des chœurs d'opéras de Richard Wagner et des concertos pour violon de Jules Garcin et Victorin de Joncières (joués par Jules Danbé). Il a également dirigé le concert en mémoire de Meyerbeer et les concerts de l’Exposition universelle de 1867.

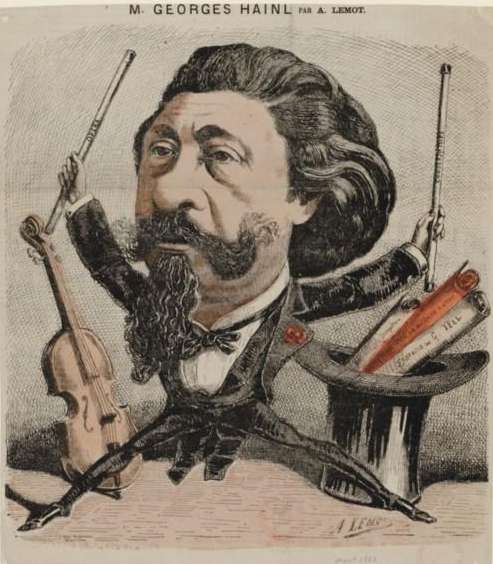
Caricature par Achille Lemot.

Peu de temps après son entrée à l'Opéra, et à la retraite de Tilmant, il avait été nommé chef d’orchestre de la Société des concerts du Conservatoire mais, moins habile pour conduire la symphonie que l’opéra, ne connaissant pas, d’ailleurs, les traditions de la Société, il ne brilla pas dans ces fonctions, dont il se démit au bout de trois ans. Il était aussi devenu chef d’orchestre de la chapelle impériale et des concerts de la cour, et avait conduit les grands festivals de l’Exposition universelle, à la suite desquels il avait été nommé chevalier de la Légion d’honneur. Malheureusement, son éducation musicale n’était pas à la hauteur de ses aptitudes, et l’organisateur des études était en lui bien inférieur au conducteur. Or, dans un théâtre comme celui de l’Opéra de Paris, où la mise à la scène d’un ouvrage inédit exigeait, de la part du chef d’orchestre, des facultés complexes, des connaissances profondes et étendues, il fallait, pour remplir ces fonctions, non seulement un « batteur de mesure » excellent, mais un musicien solide et éprouvé. Sous ce dernier rapport, selon Fétis, Hainl n’était pas à la hauteur de son rôle, et c’est ce qui fait que l’on dut placer à côté, et au-dessus de lui, un directeur.

« Un bras énergique et vigoureux, une grande précision dans les mouvements, une mesure dont les temps étaient solidement et distinctement marqués, l’assurance en soi-même, une confiance qu’il savait communiquer aux artistes placés sous ses ordres, avec cela le regard fier et une ferme volonté, telles étaient les qualités de George Hainl, qualités si rares à rencontrer chez un conducteur et qui forment le vrai chef d’orchestre. »

### Mort
Le 2 juin 1873, il meurt d'une congestion cérébrale. Il est inhumé au cimetière du Père-Lachaise.
Sa veuve a fondé en son souvenir le prix George Hainl de 1 000 fr. annuels destiné au premier prix de violoncelle du Conservatoire.

### Famille
D'un premier mariage avec Victorine Pichon (1815-1857), il a eu deux filles : 
- Marguerite-Alice dite Alice ou Alice-George (1835-1913) qui se marie en 1872 avec Eugène Lecorbeillier (1826-1876), puis en 1877[7] avec Paul Dumarest ;
- Marie (Lyon, 1836- Paris, 1913) qui épouse en 1858 Antoine Grenier[8].

D'un second mariage avec Claire-Françoise Estibot (1829-1884), il a eu un fils :
- Émile George Hainl (1861-1922) qui épouse Marie Poitevin (1855-?)[9].

## Œuvre

### Écrits
- De la musique à Lyon depuis 1713 jusqu'en 1852 : discours de réception prononcé en séance publique à l'Académie de Lyon, Lyon, A. Vingtrinier, 1852.

### Compositions[2]
- Fantaisie sur Guillaume Tell
- Souvenirs du Bourbonnais
- Souvenir des eaux de Mont-Dore
- Souvenirs de Naples